# Marek Jankulovski
Marek Jankulovski, češki nogometaš makedonskega porekla, * 9. maj 1977, Ostrava, Češkoslovaška.
Jankulovski je bil dolgoletni član češke nogometne reprezentance.